# Kammersberger Höhe
Die Kammersberger Höhe ist ein ca.1060 m ü. A. hoher Bergsattel in der Obersteiermark.

## Lage
Die Einsattelung befindet sich zwischen mittlerem Katschtal und oberem Wölzertal, zwei Seitentälern des oberen Murtals. Sie liegt zwischen St. Peter am Kammersberg und Winklern. 
Sie verbindet die Pleschaitzgruppe mit dem Hauptkamm der Niederen Tauern. Die Pleschaitz (1797 m ü. A.) steht direkt über dem Murtal und gehört zu den Murbergen, die Kammersberger Höhe gehört zum Zug des Murparalleltales, das das Murtal nördlich begleitet. 
Die sanft hügelige Passlandschaft liegt nördlich am Kammersberg (1114 m ü. A.; Buttererkreuz 1072 m) und dem oberen Fostboden zur Pöllau hin. Von dort zieht sich der Kamm hinauf zum Greim (2474 m ü. A.) und der Rettlkirchspitze (2474 m ü. A.) im Tauern-Hauptkamm, die – östlich des Sölkpasses gelegen – schon zu den Wölzer Tauern zählen.
Die Landesstraße L512, die St. Peter und die Stadt Oberwölz verbindet, quert etwas nordwestlich des Sattelpunkts am Vogelbichl, bei der Kreuzung Pöllau/Kammersberg, ortsüblich Schwarze Sau genannt (1092 m ü. A.).

## Geologie
Das Murparalleltal ist Teil der Norischen Senke. Diese wie die Mur-Mürz-Furche sind markante tektonische Störungslinien. Sie wurden hier vom Murtalgletscher überprägt. Der Kammersberg ist ein altes Talniveau des präglazialen Haupttales, das sich von hier über den Neumarkter Sattel und die Olsa in das Kärntner Becken zog. Erst durch die Hebung der Gurk- und Seetaler Alpen über Mittelgebirgsniveau brach die Mur nach Osten durch, und die Täler tieften sich weiter ein. Die Einsattelung der Kammersberger Höhe und Pöllau könnte ein ebenfalls voreiszeitlicher Flussverlauf vom Katsch- in das Wölztal seien.

## Geschichte
Über die Kammersberg führte entlang der Kammlinie wohl der seit der Römerzeit benutzte Höhenweg der Katschtalstraße, Südlich beim Buttererkreuz stand der Burgstall Kammersberg, nordwestlich der Burgstall am Wachenberg.